# 郭恩霖
郭恩霖（1893年—？）字泽华，辽宁省辽阳县人，中华民国及满洲国军事将领。

## 生平
郭恩霖早年先后毕业于保定陆军军官学校、日本陆军士官学校、日本陆军大学校。在张学良统治中国东北时期，曾任吉林陆军训练处少将参谋长。1931年九一八事变后，他帮助熙洽组织新政府。1932年满洲国成立后，他出任满洲国军政部参谋司司长。1934年11月至1935年5月，任满洲国军政部次长。1935年5月，任第四军管区司令官，升中将。1937年6月，任满洲国治安部附。1940年6月，任军事咨议官，后升上将。